# 브리이드

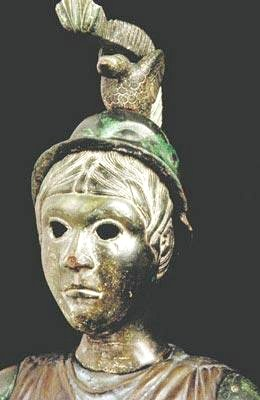

브리이드(아일랜드어: Brigit, Brigid, Brighid 고대 아일랜드어 [ˈbrɪʝɪdʲ], 현대 아일랜드어 [bʲɾʲiːdʲ]→위대한 자)는 아일랜드 신화의 투어허 데 다넌의 일원으로, 다그다 모르의 딸이자 브레스의 아내이다.
역시 브리이드라는 이름의 여동생이 둘 있다고 하며, 켈트의 고전적인 삼신일체로 여겨진다.

## 가족관계
《에린 침략의 서》에 따르면 다그다 모르와 어느 시인 사이에 태어난 딸이다. 같은 구절에서 그녀는 페(Fe)와 멘(Men)이라는 거세한 수소를 두 마리 가지고 있으며, 풀밭에서 입은 찰과상을 그 소들의 이름을 따서 페멘(Femen) 이라고 부른다고 한다. 또한 브리이드는 "돼지의 왕"인 토르크 트리어흐와 "거세한 양의 왕"인 키르브(Cirb)를 소유했으며, 키르브 들판은 이 양 키르브의 이름을 딴 것이라고 한다. 다그다의 딸이므로 브리이드는 커마이트, 앙구스, 미디르, 보드브 데르그 등의 배다른 자매가 된다.

## 출전
모이 투라 전투 때 브리이드와 브레스 사이에 낳은 아들 루아단(Ruadán)이 포모르의 편에 서서 싸우다 죽자 브리이드는 아들의 죽음을 애도하려고 흐느낌과 노래가 합쳐진 애가(哀歌, keening)를 만들었다고 한다. 같은 구절에서 밤에 돌아다니기 위해 호루라기를 발명한 것도 그녀라고 한다.

브리이드는 시가, 대장일, 의료, 예술과 장인, 마소를 비롯한 가축, 성스러운 우물, 뱀(스코틀랜드에서), 그리고 겨울이 끝나고 찾아오는 초봄의 여신으로 생각된다. 아일랜드에 기독교가 전해진 뒤, 킬데어에서 수녀 열아홉 명이 성인의 불꽃을 꺼뜨리지 않도록 지키는데, 이것은 기독교가 전래되기 전에 여성들이 브리이드의 불을 지킨 관습의 연장에 있는 것으로 여겨진다. 브리이드의 축제일인 임볼릭은 전통적으로 날씨를 예언하는 시기였다.

Thig an nathair as an toll
Là donn Brìde,
Ged robh trì troighean dhen t-sneachd
Air leac an làir.
평평한 땅 위로
아직 눈이 3 피트는 쌓여 있지만
브리이드의 날에
뱀이 구멍에서 기어나오네

## 브리이드와 성 브리지다
중세가 되자 브리이드 여신은 동명의 기독교 성인과 혼합되었다. 중세학자 Pamela Berger에 따르면 기독교 "수도사들은 고대의 어머니 여신의 이름과 역할을 그녀의 기독교 상대역"인 아일랜드의 브리지다에게 "접붙였다."
성 브리지다는 킬데어에 위치한 성소에서 19명의 수녀가 꺼뜨리지 않게 지키는 불과 관련이 있다. 지랄두스 캄브렌시스를 비롯한 연대기작자들에 의하면 킬데어의 성스러운 불은 남자는 통과할 수 없는 생울타리로 둘러싸여 있으며, 울타리를 넘으려고 하는 남자는 저주를 받아 미치거나 죽거나 불구가 된다고 한다.
여성 사제가 성스러운 "영원한 불"을 지키는 관습은 기독교 이전 인도-유럽 종교에서 빈번히 나타난다. 대표적인 예로 로마의 베스타, 그리스의 헤스티아가 있다.
여신 브리이드와 성녀 브리지다 모두 킬데어를 비롯한 여러 켈트의 땅에 존재하는 성스러운 우물과 관련지어진다. 우물 옆의 나무에 천이나 넝마조각을 묶어 매다는 클루티를 비롯한, 브리이드에게 빌거나 그녀를 기리는 여러 관습이 여전히 켈트계 땅에서, 또 켈트계 이주자들에 의해 행해지고 있다.

## 축제
로마 가톨릭교회, 동방 정교회, 일부 성공회에서 2월 1일을 성 브리지다 축일로 지내고 있다. 또한 아일랜드의 임볼릭은 브리이드 여신과 관계된 이교의 축제이다.

## 이름의 어원과 이명
고대 아일랜드어의 Brigit [ˈbrɪʝɪdʲ]는 현대 아일랜드어에서는 Brighid라고 쓰고 [ˈbriːdʲ]라고 발음한다. 초기 형태는 영어의 Bridget가 발생하게 하였으며, 현대 영어에서는 이제 Brigid라고 쓴다.
- Brìghde/Brìde (스코틀랜드)
- Fraid (웨일스)
- Brigindū (갈리아)
- Brigantia (그레이트브리튼)
- Brigantia (옛 갈리시아, 현대 철자는 Betanzos)
- Braga (옛 갈리시아, 현 포르투갈 북부)
- Bragança (옛 갈리시아, 현 포르투갈 북부)
- Brigantis (그레이트브리튼)
- Bregenz (오스트리아)

## 같이 보기
- 아일랜드의 브리지다
- 브리이드 십자
- 임볼릭

## 참고 자료
- Bitel, Lisa M. 2001. St. Brigit of Ireland: From Virgin Saint to Fertility Goddess
- MacKillop, James. 1998. Dictionary of Celtic Mythology. (Oxford: Oxford University Press) ISBN 0-19-280120-1
- The Slaney Press. 1994. Lady Gregory's Complete Irish Mythology. (London: The Slaney Press)